# Référendum portugais sur l'interruption volontaire de grossesse de 1998

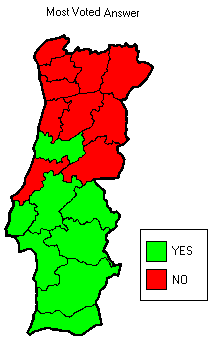
Résultats du référendum par district, en rouge, vote "non", en vert, vote "oui".

Un référendum sur l'interruption volontaire de grossesse s'est tenu au Portugal le 8 juin 1998 pour décider ou non de la légalisation de l'avortement jusqu'à dix semaines après la fécondation. Le projet a été rejeté, mais la faible participation des électeurs (31,91 %) aurait invalidé le résultat d'un référendum favorable.
La loi avait été approuvée par le Parlement, mais un accord entre le Parti socialiste et le Parti social-démocrate avait décidé d'un référendum.
Les résultats officiels du référendum montrent que 50,91 % des suffrages exprimés ont rejeté la proposition mise aux voix populaires, et 49,09 % l'ont approuvée.
Un nouveau vote par référendum a eu lieu en 2007 où le résultat a été inversé sans que soit atteint le quorum de 50 % de votants qui permet de valider le résultat.